# Gotthardreussbrücke (1681)
Die Gotthardreussbrücke ist eine historische Steinbogenbrücke über die Gotthardreuss in Hospental im Schweizer Kanton Uri.

## Konstruktion
Die Brücke wurde 1681 im Rahmen eines Ausbaus des alten Saumwegs gebaut. Die steinerne Bogenbrücke wölbt sich in unregelmässigem Bogen und in der Längsrichtung leicht gekrümmt mit einer Spannweite von 10 m über das Tal der Gotthardreuss. Die 2 m breite Gehfläche ist mit Katzenkopfsteinpflaster besetzt. Die seitliche Brüstung besteht aus gestellten Steinen. Die Widerlager stehen trocken gemauert auf dem anstehenden Fels und der Brückenkörper ist mit drei Zugankern gesichert.

## Geschichte
Da eine Brücke in Hospental bereits im 16. Jahrhundert erwähnt ist, dürfte es sich bei dieser Brücke um einen Ersatzbau handeln.

## Erhaltenswertes Objekt
Das Bauwerk ist denkmalgeschützt. Als eine der ältesten Brücken im Urserental ist sie Zeuge des früheren Gotthardverkehrs.